# Christina von Hane
Christina von Hane (* um 1269 im Raum Worms; † um 1292 in Bolanden, Kloster Hane) war eine mittelalterliche Erlebnismystikerin, die gravierende Selbstverletzungen ausführte. Sie wird in älterer Literatur als Christina von Retters bezeichnet, lebte allerdings nie in Retters.

## Herkunft und Leben
Christina war möglicherweise eine der Töchter Walrams II. von Nassau und somit die Schwester des Königs Adolf von Nassau. Sie wurde mit sechs Jahren von ihren Verwandten bzw. ihren Eltern in das Prämonstratenserinnenstift zu Hane (Pfalz) gegeben. In Retters lebte sie nie. Die Annahme, sie könnte in Retters gelebt haben, geht auf eine Fälschung des Rommersdorfer Abts Petrus Diederich zurück. Mit zehn Jahren besuchte sie die Klosterschule, musste 1282 aber wie alle Mitschwestern wegen großer Armut des Klosters für ein halbes Jahr zu ihren Eltern zurückkehren. 1288 erkrankte sie so schwer, dass sie bettlägerig wurde. Sie starb vermutlich im Herbst 1292. Ihren Tod hatte sie wissentlich und willentlich durch übertriebene Kasteiung und Selbstverletzung herbeigeführt. Ihr büßerisches Leben wurde allerdings von ihrer Oberin und dem Verfasser der Vita missbilligt. Dennoch wurde Christina von Hane von ihren Mitschwestern als Selige verehrt.

## Die Vita
Christinas Lebensbeschreibung ist lediglich in einer einzigen Fassung als Abschrift aus dem ersten Viertel des 16. Jahrhunderts in mitteldeutscher Sprache überliefert. Vermutlich war auch schon die Urfassung der Vita in Deutsch und nicht etwa in Latein verfasst. Nach einer früheren Edition in den 1960er Jahren wurde sie jüngst neu ediert und wissenschaftlich untersucht. Der Autor der Vorlage war ein Zeitgenosse Christinas, wahrscheinlich ihr Beichtvater, dem sie einige Visionen selbst mitteilte. Die Handschrift ist unvollendet; sie bricht unvermittelt und ohne Darstellung bzw. Erwähnung ihres Todes ab.
Petrus Diederich hatte die Handschrift 1656 im Rahmen einer Visitation im Kloster Maria Engelport gefunden, sie mit anderen Handschriften zusammen binden lassen und 1662 dem Ilbenstädter Abt Georg Laurentius geschenkt. Zuvor hatte er den Hinweis Hane bei Bolanden in Retters bei Königstein verfälscht. Nach der Aufhebung der Abtei Ilbenstadt im Rahmen der Französischen Revolution gelangte das Manuskript in die Universitäts- und Nationalbibliothek Straßburg.

## Christinas Visionen
Mit sechs Jahren bereits, so die Vita, habe Christina Gott mit Venien (Niederwerfungen) gedient und sich in die Betrachtung der Passion Jesu Christi versenkt. Als etwa Zehnjährige wollte sie immer allein sein und habe erste Erscheinungen des Jesuskindes gehabt. In der Vita werden zahlreiche Auditionen und Visionen geschildert. Christina von Hane gehört zu den Mystikerinnen, die sich härtesten Übungen der Askese unterwarfen. Um gegen die sieben Todsünden anzukämpfen, kasteite sie sich häufig, setzte sich der Kälte aus und biss sich in die Zunge. Besonders fürchtete sie ihre sexuellen Begierden. Daher verletzte sie sich wiederholt selbst ihre Vagina, auch mit Hilfe eines brennenden Holzstücks: „Zu einem anderen Mal nahm sie ein brennendes Holz und stieß dasselbe also glühend in ihren Leib, also daß das leibliche Feuer das Feuer ihres Begehrens mit großen Schmerzen verlöschte.“ Der Mentalitätshistoriker Peter Dinzelbacher schreibt dazu: „Trotz ihrer Verbrennung ihres Geschlechts wurde sie weiter von sexuellen ‚Wollüsten‘ geplagt. Deshalb füllte sie ihre Vagina mit Kalk und Essig, daß sie acht schmerzenreiche Tage ohne natürliche Ausscheidung blieb, dann folgte drei Tage lang Blut. Aber nicht einmal das half. Erst eine Wiederholung mit Kalk und Harn brachte sie an den Rand des Todes und tiefe Depression.“ Danach geriet sie in einen Lähmungszustand und fühlte sich von ihren Phantasien verschont. Sie führte aber weiterhin sehr harte Form der Kasteiung aus.